# منطقة رزق أباد الريفية
منطقة رزق أباد الريفية (بالفارسية: دهستان رزق‌آباد) هي منطقة ريفية، في مقاطعة كاشمر التابعة لمحافظة خراسان الرضوية، إيران.